# Этнографическое обозрение
«Этнографическое обозрение» — провідний російський науковий журнал в області етнографії та соціальної (культурної) антропології. Виходить раз на два місяці. Головний редактор — С. В. Соколовський.

## Історія
Заснований в 1889 році як друкований орган Товариства любителів природознавства, антропології та етнографії при Московському університеті. Видавався чотири рази на рік. Засновником і головним редактором у 1889—1916 роках був М. А. Янчук. Значну роль у становленні і розвитку «Етнографічного огляду» зіграли академіки Д. М. Анучин і В. Ф. Міллер.
З 1910 по 1916 рік виходив здвоєними номерами двічі на рік. З 1916 року видання журналу було тимчасово припинено через проблеми з фінансуванням.
У 1926 році видання відновлено. У 1926—1929 роках виходив під назвою «Етнографія», в 1931—1991 роках — під назвою «Радянська етнографія». З 1938 та 1947 роком виходили збірки статей під тією ж назвою. З 1946 року відновлено регулярне видання журналу чотири рази на рік. З 1957 року видається раз на два місяці. У 1992 році журналу було повернуто дореволюційну назву.